# Metrionella bilimeki
Metrionella bilimeki är en skalbaggsart som först beskrevs av Franz Spaeth 1932.  Metrionella bilimeki ingår i släktet Metrionella och familjen bladbaggar. Inga underarter finns listade i Catalogue of Life.